# Cuves (Manica)
Cuves è un comune francese di 365 abitanti situato nel dipartimento della Manica nella regione della Normandia.

## Società

### Evoluzione demografica
Abitanti censiti